# 仮面ライダーガッチャード ザ・フューチャー・デイブレイク
『仮面ライダーガッチャード ザ・フューチャー・デイブレイク』（かめんライダーガッチャード ザ・フューチャー・デイブレイク）は、2024年7月26日に公開された日本の映画作品。同時上映作品は『爆上戦隊ブンブンジャー 劇場BOON! プロミス・ザ・サーキット』。

## 概要
特撮テレビドラマ「仮面ライダーシリーズ」の『仮面ライダーガッチャード』の初の単独映画作品。テレビシリーズでメイン監督を務めた田崎竜太が監督、メインライターの1人であった長谷川圭一が脚本を担当する。
テレビシリーズ第16話から第18話まで仮面ライダーガッチャードデイブレイクの声を演じたDAIGOが顔出しで出演し、異なる運命を辿った2人の宝太郎による壮大なストーリーが描かれる。また作中には『ガッチャード』の次回作『仮面ライダーガヴ』より、ショウマ / 仮面ライダーガヴがテレビシリーズの放送開始に先行して登場する。
デイブレイクがいる破滅した未来のシーンは島根県の出雲市・雲南市の出雲ドーム、日御碕、旧大社駅、菅谷たたら山内でロケが行われ、島根県との観光コラボを行っている。

## あらすじ
突如としてドレッド軍団が出現して街を襲撃する。一ノ瀬宝太郎たちは無尽蔵に現れる敵に苦戦するが、彼らが未来から送り込まれていることを知る。
宝太郎と九堂りんねは九堂風雅の助言を受けて、20年後の世界へと向かい、20年後の宝太郎が変身したガッチャードデイブレイクと再会する。
グリオンによって壊滅状態に陥っていた世界を救うため、宝太郎たちはともに戦うことを提案するが、未来の宝太郎はその申し出を断る。死に場所を探すように身体の傷を顧みずに戦い続ける未来の宝太郎には、忌まわしい過去が付きまとっていた。

## 本作品オリジナルの登場キャラクター
一ノ瀬 宝太郎（未来） / 仮面ライダーガッチャードデイブレイク
現在の一ノ瀬宝太郎とは異なる未来を歩んだ20年後の宝太郎。指輪の色は現代の宝太郎とは異なり、オレンジ色。右目はグリオンとの最初の戦いで傷ついたため眼帯をしている。大切な人を次々と失いながら20年間、生き残った人たちを守るため、最期の場所を探すために孤独な戦いを続けていた。
- りんねを失ったときの宝太郎は、本島が演じているが、現在の宝太郎との区別がしづらくなるため、その差別化のために眼帯を付けることとなった。
- ガッチャードデイブレイクの最初の変身ポーズでは、「片手うぃっしゅ！」を入れている。

但馬 鉄男（）
宝太郎たちが向かった未来世界で出会う、未来世界の錬金アカデミーに所属するカラフルな海パンに白衣を纏った未来の宝太郎のパートナーを務める優秀な錬金術師。
グリオンに対抗するために、ケミーの秘めたる力を呼び覚ます錬金術的アプローチを生き残った仲間たちとともに続けている。性格は真面目だが、かなり独特な錬金ポーズをとる。

榊 一香（）
未来世界の避難キャンプの少女。父親をアルザードに連行され、宝太郎たちに彼を奪還するために同行する。

冥黒のデスマスク
グリオンが生み出した忠実なる僕で、未来世界の幹部。
アルザード / ドラゴンマルガム
ミナトと同じ顔を持つ青い仮面を被った冥黒のデスマスクのひとり。ミナトとは対照的に冷酷で陰湿な性格で、宝太郎たちを未来世界で迎え討つ。
ヘルクレイト / エンジェルマルガム
スパナと同じ顔を持つ赤い仮面を被った冥黒のデスマスクのひとり。スパナと現代世界で戦う。
- ヘルクレイト役の藤林は、「ナルシストで嫌な奴」と監督の田﨑から言われ、自分の容姿に自信を持ったキャラとして演じたという。また、スパナが右手を挙げて変身するため、左手を挙げて変身している。

ラキネイレス / オロチマルガム
ラケシスと同じ顔を持つ白い仮面を被った冥黒のデスマスクのひとり。クロトーやアトロポスを未来世界で翻弄する。

デイブレイクホッパー1
未来のホッパー1で、デイブレイクカラーとなっている。
- テレビシリーズ第37話で白化したホッパー1を塗り替えたものとなっている。

デイブレイクスマホーン
現場から2人の宝太郎の戦いを中継する。

冥黒王
グリオンが倒された後に出現し、巨大化してガッチャード、マジェード、ガッチャードデイブレイクの前に最強の敵として立ちはだかる。

## 本作品オリジナルの仮面ライダー

### 仮面ライダーミラクルガッチャード
仮面ライダーレインボーガッチャードが、ホッパー101とギガントライナーのライドケミーカード、ニジゴンをガッチャンコさせたガッチャードライバーで変身する仮面ライダーガッチャードの強化フォーム。
変身音声は「めっちゃ！ガッチャ！TOGETHER!ミラクルガッチャード！」。
スチームホッパーに酷似しているが、装甲やマフラーがホログラムカードのような輝きを放つ。
- スチームホッパーのスーツをベースに肩、胸、マフラー、前垂れパーツは新規造形で、他はホログラムシートの貼付と色替えで表現している[14]。

### 仮面ライダーガッチャードシャイニングデイブレイク
未来の一ノ瀬宝太郎がシャイニングホッパー1とシャイニングスチームライナーのデイブレイクケミーカード、ガッチャードライバー（デイブレイクVer.）で変身する仮面ライダーガッチャードデイブレイクの強化形態。
変身音声は「ライジングソウル シャイニングデイブレイク」。
ガッチャードデイブレイクの怒りと悲しみが形を成したかのような鋭い形状のアーマーで、ブルーのラインがメタリックオレンジの装甲に加わり、ザ・サンを彷彿させるマークが胸部に現出している。
- フード状のパーツをガッチャードデイブレイクのマスクに加飾し、ボディーは肩プロテクターと胸、マントパーツを換装することで表現されている[13]。

### 仮面ライダードラド
グリオンがダークエーテルカードとエルドラドライバーを使用して変身する漆黒の仮面ライダー。
変身音声は「ギーネ・クリューソス ドラド」。
大腿部と二の腕には血管が浮き出ており、大鎌を手にした死神のような姿が特徴で、「完全な存在」と自らを喧伝する。強大な戦闘力はドレッド参式を上回り、2人のガッチャードをねじ伏せる。
- 撮影用スーツはアップ・アクション兼用の1着が制作されている[15]。

ツール
エルドラドライバー
ドラドの変身ベルト。金色に染まったカラーリングで、グリオンが持っているキューブ状の錬金具のモチーフが取り入れられている。
テレビシリーズ本編終盤ではグリオンが同形状のエルドラドライバーを錬成し、仮面ライダーエルドへの変身に使用している。

### ドレットルーパー
変身者を必要としない完全自立型のドレッド軍団で、ドレッドライバー（MP）から生み出した量産型の錬成兵・ドレットルーパー軍式のほか、指揮官クラスの零、壱、弐、参式が存在する。
現代と未来の2つの時代で冥黒のデスマスクの指示に従って人々を襲う。
テレビシリーズ第43・44話、最終話にも登場。

## 本作品オリジナルの用語・世界観
シャイニングホッパー1、シャイニングスチームライナー
デイブレイクザ・サンと融合したデイブレイクホッパー1とデイブレイクスチームライナーが進化した姿。

ダークエーテルカード
人々の絶望を錬成したカード。

## キャスト
- 一ノ瀬宝太郎 / 仮面ライダーガッチャード - 本島純政[1][2]
- 九堂りんね / 仮面ライダーマジェード - 松本麗世[1][2]
- 黒鋼スパナ / 仮面ライダーヴァルバラド、ヘルクレイト - 藤林泰也[1][2]
- 銀杏蓮華 - 安倍乙[1][2]
- 鶴原錆丸 - 富園力也[1][2]
- 加治木涼 - 加部亜門[1][2]
- ミナト、アルザード - 熊木陸斗[1][2]
- 鳳桜・カグヤ・クォーツ / 仮面ライダーレジェンド - 永田聖一朗[1]
- アトロポス - 沖田絃乃[2]
- クロトー - 宮原華音[2]
- ラケシス、ラキネイレス - 坂巻有紗[2]
- ズキュンパイア - 山中柔太朗
- 榊一香 - 垂水文音[2]
- 一香の父 - 佐渡山順久
- 枝見鏡花 - 福田沙紀
- グリオン / 仮面ライダードラド - 鎌苅健太[17][2]
- 但馬鉄男 - 小島よしお[8][2]
- 門矢士 / 仮面ライダーディケイド - 井上正大 『仮面ライダーディケイド』[18]
- ショウマ / 仮面ライダーガヴ - 知念英和 『仮面ライダーガヴ』[3]
- 一ノ瀬宝太郎（未来） / 仮面ライダーガッチャードデイブレイク - DAIGO[1][2]
- 九堂風雅 - 石丸幹二

### 声の出演
- ホッパー1 - 福圓美里
- スチームライナー - 檜山修之
- ニジゴン - 岡本信彦
- UFO-X - 保志総一朗
- ゴルドダッシュ - 一条和矢
- スマホーン / 冥黒王 - 小西克幸

### スーツアクター
- 仮面ライダーガッチャード[2] - 永徳
- 仮面ライダーガッチャードデイブレイク[7][2]、ヘルクレイト（吹き替え）[19] - 浅井宏輔
- 仮面ライダーマジェード[20] - 下園愛弓
- 黒鋼スパナ（吹き替え）[12] - 中田裕士
- 縄田雄哉
- 仮面ライダードラド[2]、冥黒王[21] - 齊藤謙也
- エンジェルマルガム[22]、ドラゴンマルガム[22]、オロチマルガム[22] - 榮男樹
- 仮面ライダークウガ[23] - 富永研司
- 鍜治洸太朗
- 竹内康博
- 白井雅士
- 寺本翔悟
- 神前元
- 北村海
- 塚越靖誠
- 米岡孝弘
- 尾野透雅
- 渡辺実
- 菅野充
- 川島翔太郎
- 佐々木勇人
- 久保春
- 草野伸介
- 神尾直子
- 福元理恵子
- 神長真夢
- 大賀辰次朗
- 熊本敬介
- 松岡凛
- 煤孫新之助
- 神里まつり
- 村上歩夢
- 手塚陸斗
- 梶山翔太郎
- 井口尚哉
- 近藤雄太
- 菅野聖
- 日下勇樹
- 小澤日向
- 堀内敬太
- 林本奈々
- 牟田紅葉
- 仮面ライダーガッチャードデイブレイク（バイクシーン）[24] - 日下達也

## スタッフ
- 製作 - 吉村文雄（東映）、西新（テレビ朝日）、高木勝裕（東映アニメーション）、金子保之（東映ビデオ）、柴田邦彦（ADKエモーションズ）、村松秀信（東映エージエンシー）、古澤圭亮（バンダイ）
- 企画 - 出目宏（東映）、服部宣之（テレビ朝日）、井上貴博（東映アニメーション）、佐藤現（東映ビデオ）、志村章（ADKエモーションズ）、清水啓司（東映エージエンシー）、大矢陽久（バンダイ）
- 原作 - 石ノ森章太郎[2]
- 脚本 - 長谷川圭一[17][2]
- 音楽 - 高木洋
- 撮影 - 倉田幸治
- 照明 - 左納康弘
- 美術 - 大嶋修一
- 録音 - 村上洋祐
- 編集 - 若松広大
- スクリプター - 梅木望帆
- 監督補 - 山口恭平
- キャラクターデザイン - 山下貴斗（PLEX）
- 制作担当 - 中島嘉隆
- ラインプロデューサー - 下前明弘
- プロデューサー補 - 松浦大悟、原島果歩
- 「仮面ライダーガヴ」
  - 演出協力 - 杉原輝昭
  - アクション演出協力 - 藤田慧（ジャパンアクションエンタープライズ）
  - プロデュース協力 - 武部直美、瀧島南美、高橋諒平
  - 音楽 - 坂部剛
- 制作プロダクション - 東映テレビ・プロダクション
- スーパーバイザー - 小野寺章
- プロデューサー - 湊陽祐（東映）、大川武宏・芝高啓介（テレビ朝日）、鈴木遼河（ADKエモーションズ）
- アクション監督 - 福沢博文[2]
- 特撮監督 - 佛田洋[2]
- 映画「ガッチャード・ブンブンジャー」製作委員会（東映、テレビ朝日、東映アニメーション、東映ビデオ、ADKエモーションズ、東映エージエンシー、バンダイ）
- 監督 - 田﨑竜太[17][2]

## 音楽
主題歌「THE FUTURE DAYBREAK」
作詞 - Hi-yunk (BACK-ON)・TEEDA・KOHSHI (FLOW) / 作曲 - Hi-yunk (BACK-ON)・TAKE (FLOW) / 編曲 - Hi-yunk (BACK-ON)・FLOW / 歌 - BACK-ON×FLOW

## 制作
ガッチャードの基本形態がスチームホッパーであることから、ギガントライナーが未来へ行くほか、CGのギガントライナーをラストバトルでも活躍させている。

## プロモーション

### 前売券
特典付きムビチケ前売券
2024年4月26日10時からムビチケにて発売。特典として「ライドケミートレカ ブンレッド（夏映画ムビチケVer.）」が付いてくる。

### 入場者プレゼント
ライドケミートレカ（THE SUMMER MOVIE 2024 Ver.I）
入場者プレゼント第1弾。公開初日の2024年7月26日より配布開始。全国合計先着30万人にプレゼントされる。
ライドケミートレカ（THE SUMMER MOVIE 2024 Ver.II）
入場者プレゼント第2弾。2024年8月9日より配布開始。全国合計15万パック限定で配布される。

### イベント・キャンペーン
映画公開記念 クイズラリー
2024年6月28日7時から8月25日23時59分までの期間、一部を除く全国の映画館で本作品の公開を記念したクイズラリーを開催。映画館や近隣施設に掲示されたポスターに記載のQRコードを読み取り、特設サイトをスタッフに提示すると映画オリジナルティザーステッカーが先着で貰えるほか、映画館周辺に掲示されたクイズポスターの問題を解き特設サイトから応募すると抽選で総計17名に豪華賞品が当たる。
仮面ライダーガッチャード ラリー
2024年7月13日から9月1日までの期間、モビリティリゾートもてぎでクイズラリーを開催予定。同施設内でゴルドダッシュを展示、さらにイベント開催期間中の7月13日には展示車両の前で仮面ライダーガッチャードとのグータッチ会を開催。また、映画を観るともらえる入場者特典をお持ちの方限定のおでかけキャンペーンも実施された。

## 映像ソフト化
2024年11月27日発売。Blu-ray / DVDでリリース。
- 仮面ライダーガッチャード ザ・フューチャー・デイブレイク 通常版（DVD1枚組）
  - 音声特典
    - バリアフリー日本語音声ガイド

  - 映像特典
    - TRAILER
- 仮面ライダーガッチャード ザ・フューチャー・デイブレイク スペシャルエディション（Blu-ray1枚組）
  - 音声特典
    - バリアフリー日本語音声ガイド
    - オーディオコメンタリー（本島純政×松本麗世×藤林泰也×永田聖一朗）

  - 映像特典
    - メイキング
    - 親子でガッチャ! バクアゲ先行上映会
    - 公開初日舞台挨拶
    - 映画大ヒット記念! バトンタッチイベント
    - TRAILER
    - PR集
    - POSTER GALLERY
- 【初回生産限定】仮面ライダーガッチャード ザ・フューチャー・デイブレイク スペシャルコレクターズエディション（Blu-ray1枚組）
  - 音声特典
    - バリアフリー日本語音声ガイド
    - オーディオコメンタリー（本島純政×松本麗世×藤林泰也×永田聖一朗）

  - 映像特典
    - メイキング
    - 親子でガッチャ! バクアゲ先行上映会
    - 公開初日舞台挨拶
    - 映画大ヒット記念! バトンタッチイベント
    - TRAILER
    - PR集
    - POSTER GALLERY

  - 封入特典
    - フォトブック
    - キャラクターソングCD「THE SUN」

  - 外装特典
    - 特製スリーブケース